# Aleksandr Șimanovski
Aleksandr Șimanovski (în belarusă Аляксандр Нічыпаравіч Шыманоўскі, în rusă Александр Никифорович Шимановский; n. 19/31 august 1850, Černin⁠(d), Bobruyskiy Uyezd⁠(d), gubernia Minsk⁠(d), Imperiul Rus – d. 1918, Chișinău, Republica Democratică Moldovenească) a fost un etnograf și folclorist țarist de origine bielorusă, care a trăit în Basarabia.

## Biografie
Născut în Gubernia Minsk, a absolvit în 1874 Facultatea de Filosofie și Istorie a Universității Imperiale din Sankt Petersburg. Apoi a devenit profesor la primul gimnaziu masculin din Chișinău, unul dintre elevii săi fiind Petăr Draganov. Între 1903-1912 a fost director asociat al Băncii Publice din Chișinău.
A fost ucis de bolșevici în 1918, lângă casa sa din Chișinău.